# Snaptun
Snaptun is een havenplaats in de Deense regio Midden-Jutland, gemeente Hedensted, en telt 498 inwoners (2008).
Er zijn veerdiensten naar de eilanden Hjarnø en Endelave.